# Laura (Ohio)
Laura é uma vila localizada no estado norte-americano de Ohio, no Condado de Miami.

## Demografia
Segundo o censo norte-americano de 2000, a sua população era de 487 habitantes.
Em 2006, foi estimada uma população de 505, um aumento de 18 (3,7%).

## Geografia
De acordo com o United States Census Bureau tem uma área de
0,7 km², dos quais 0,7 km² cobertos por terra e 0,0 km² cobertos por água. Laura localiza-se a aproximadamente 313 m acima do nível do mar.

## Localidades na vizinhança
O diagrama seguinte representa as localidades num raio de 8 km ao redor de Laura.